# مارين جوهانس
مارين جوهانس (بالفرنسية: Marine Johannès)‏ مواليد 21 مايو 1995 في ليزيو، هي لاعبة كرة سلة فرنسية. تلعب في الدوري الفرنسي لكرة السلة للسيدات. يبلغ طولها 5 قدم 10 بوصة (1.8 م). مثلت منتخب بلادها. شاركت في دورة الألعاب الأولمبية الصيفية سنة 2016.

## روابط خارجية
- مارين جوهانس على موقع الاتحاد الدولي لكرة السلة (الإنجليزية)
- مارين جوهانس على موقع الاتحاد الوطني لكرة السلة النسائية (الإنجليزية)
- مارين جوهانس على موقع كرة السلة الأوروبية.كوم (الإنجليزية)
- مارين جوهانس على موقع بروبوليرز (الإنجليزية)
- مارين جوهانس على موقع سبورتس رفرنس (الإنجليزية)
- مارين جوهانس على موقع سبورتس رفرنس (الإنجليزية)
- مارين جوهانس على موقع اللجنة الأولمبية الدولية (الإنجليزية)
- مارين جوهانس على موقع أوليمبيديا (الإنجليزية)
- مارين جوهانس على موقع اللجنة الأولمبية الفرنسية (مؤرشف) (الفرنسية)